# سدیم کلرات
سدیم کلرات (به انگلیسی: Sodium chlorate) با فرمول شیمیایی NaClO3 یک ترکیب معدنی با شناسه پاب‌کم 24487 است. که جرم مولی آن 106.44 g/mol می‌باشد. شکل ظاهری این ترکیب، جامد سفید است و در آب حل می‌شود. این ماده در دمای بالای 300 °C تجزیه شده و همراه با آزاد کردن گاز اکسیژن تبدیل به سدیم کلرید می‌شود. بیشترین کاربرد سدیم کلرات در صنایع کاغذسازی به عنوان ماده رنگبر خمیر است.

## روش ساخت
در صنعت، سدیم کلرات از طریق الکترولیز محلول سدیم کلرید در دمای حدودا 70 °C و pH کنترل شده تولید می‌شود:
NaCl + 3 H2O → NaClO3 + 3 H2